# Mormodes sotoana
Mormodes sotoana är en orkidéart som beskrevs av Gerardo A. Salazar. Mormodes sotoana ingår i släktet Mormodes och familjen orkidéer. Inga underarter finns listade i Catalogue of Life.